# ダラーラ・BMS190
ダラーラ・BMS190 (Dallara BMS190) は、ジャンパオロ・ダラーラとクリスチャン・バンダープレインが設計したフォーミュラ1カー。BMSスクーデリア・イタリアチームが1990年のF1世界選手権で使用した。エンジンはコスワース DFR、3.5リッターを搭載した。BMS190はポイントを獲得することができなかった。決勝最高成績は10位。
「BMS190」の他に「F190」、「190」と表記されることがある。

## 概要
シーズンオフの期間にチームマネージャーのパトリツィオ・カントゥがチームを離脱（チーム側が解雇したとされている）という大きな出来事があり、昨年の車を設計したマリオ・トレンティーノもランボルギーニからの誘いを受けて移籍。代って元コローニ、AGSのテクニカル・ディレクター、クリスチャン・バンダープレインが加入するという主要スタッフの出入りがあった。ドライバーも残留が決まっていたアレックス・カフィを1989年12月にフットワーク・アロウズが違約金を払う形で引き抜いたため、後任としてベネトンのシートを失っていたエマニュエル・ピロを起用。チーム2年目となるアンドレア・デ・チェザリスとコンピを組んだ。なお、ピロが急病（肝炎）により欠場した序盤2戦ではスクーデリア・フェラーリよりテストドライバーのジャンニ・モルビデリをレンタルし、モルビデリはBMS190によりF1デビューを果たした。

### 開発
ジャンパオロ・ダラーラが開発したBMS190はどのチームよりも早く1月末に披露された。ノーズ先端からコックピットに至るモノコックのラインは189から継承されたが、フロントサスペンションがプッシュロッドに変更されツインダンパーの位置もドライバーの脚上へと移動。全高が高めに形状変更された大きいサイドポンツーン、インダクションポッドのインテークが角のある四角形にされ、エンジンにフィットするようなタイトな曲面構成へと変更された。これはダラーラ自社内の風洞で数値改善が確認された自信のモデファイだった。フロントウィングの翼端板は188以来ダラーラが愛用するダブル翼端板を依然採用しており、タイヤも前年に続きピレリと契約した。
2月14日にエストリル合同テストでBMS190のシェイクダウンを担当したピロは、「90タイプのシャシーは前型よりも良くなっているが、DFRエンジンにパンチが無いのが不安点だ。(ピロが前年ベネトンで乗った)フォードHBほどのパワーを感じないからね…。」と開幕前テストの時点でエンジンパワーに不安を残していた。

### 1990年シーズン
BMS190の初戦となるフェニックス市街地コースでのアメリカGPで、デ・チェザリスは予選3位を獲得。この予選はピレリタイヤ勢が好調で、その恩恵を受けたものだった。初のF1実戦となったモルビデリは予選を通過できなかった。第3戦サンマリノからは回復したピロが戦線復帰した。
BMS190は完走が出来ないマシンでリタイヤが多く、完走は7回のみ、決勝最高成績はピロが第10戦ハンガリーGPで、デ・チェザリスは第12戦イタリアGPで記録した共に10位で、ポイント獲得は成らなかった。マシンにはトラブルが多く発生し、年間のべ23度のリタイアという不振であった。
第7戦フランスGPではデ・チェザリスの車両が車検で重量規定違反が判明し、失格処分を受けレース結果から除外された。

## F1における全成績
(key) （太字はポールポジション）
| 年     | チーム                    | エンジン            | タイヤ | No. | ドライバー     | 1   | 2   | 3   | 4   | 5   | 6   | 7   | 8   | 9   | 10  | 11  | 12  | 13  | 14  | 15  | 16  | ポイント | 順位 |
| ------ | ------------------------- | ------------------- | ------ | --- | -------------- | --- | --- | --- | --- | --- | --- | --- | --- | --- | --- | --- | --- | --- | --- | --- | --- | -------- | ---- |
| 1990年 | BMSスクーデリア・イタリア | フォード DFR 3.5 V8 | P      |     |                | USA | BRA | SMR | MON | CAN | MEX | FRA | GBR | GER | HUN | BEL | ITA | POR | ESP | JPN | AUS | 0        | NC   |
| 1990年 | BMSスクーデリア・イタリア | フォード DFR 3.5 V8 | P      | 21  | モルビデリ     | DNQ | 14  |     |     |     |     |     |     |     |     |     |     |     |     |     |     | 0        | NC   |
| 1990年 | BMSスクーデリア・イタリア | フォード DFR 3.5 V8 | P      | 21  | ピロ           |     |     | Ret | Ret | Ret | Ret | Ret | 11  | Ret | 10  | Ret | Ret | 15  | Ret | Ret | Ret | 0        | NC   |
| 1990年 | BMSスクーデリア・イタリア | フォード DFR 3.5 V8 | P      | 22  | デ・チェザリス | Ret | Ret | Ret | Ret | Ret | 13  | DSQ | Ret | DNQ | Ret | Ret | 10  | Ret | Ret | Ret | Ret | 0        | NC   |